# Firefox (film)
Firefox är en amerikansk actionfilm från 1982, producerad och regisserad av Clint Eastwood, som även spelar huvudrollen. Filmen är baserad på romanen med samma namn av Craig Thomas från 1977.
Filmen utspelar sig i Ryssland men på grund av det kalla kriget valde man att spela in filmen i Wien för många av scenerna. Filmen hade en budget på $21 miljoner, den största för Malpaso. Hela $20 miljoner användes för specialeffekter.
Ett arkadspel, baserat på filmen släpptes av Atari 1983. 

## Skådespelare
- Clint Eastwood som major Mitchell Gant
- Freddie Jones som Kenneth Aubrey
- David Huffman som kapten Buckholz
- Warren Clarke som Pavel Upenskoy
- Ronald Lacey som Dr Maxim Ilyich Semelovsky
- Kenneth Colley som överste Kontarsky
- Klaus Löwitsch som general Vladimirov
- Nigel Hawthorne som Dr. Pyotr Baranovich
- Stefan Schnabel som förste sekreterare
- Thomas Hill som General Brown
- Curt Lowens som Dr Schuller
- Clive Merrison som major Lanyev
- Kai Wulff som överstelöjtnant Yuri Voskov
- Dimitra Arliss som Dr Natalia Baranovich
- Austin Willis som Walters
- Michael Currie som kapten Seerbacker
- Alan Tilvern som luftmarskalk Kutuzov
- Hugh Fraser som överinspektör Tortyev
- Wolf Kahler som KGB:s ordförande Yuri Andropov